# Leo Mogus
Leo John Mogus (nacido el 13 de abril de 1921 en Youngstown, Ohio y fallecido en 1975) fue un jugador de baloncesto estadounidense que disputó cuatro temporadas entre la BAA y la NBA, además de jugar en la NBL y la ABL. Con 1,93 metros de estatura, jugaba en la posición de ala-pívot.

## Trayectoria deportiva

### Universidad
Jugó durante cuatro temporadas con los Penguins de la Universidad Estatal de Youngstown, en las que consiguió anotar más de 1.400 puntos a lo largo de su carrera, la cual compaginó jugando también al fútbol americano. Es el único jugador hasta la fecha salido de dicha institución en jugar en la NBA.

### Profesional
Comenzó su andadura profesional en los Youngstown Bears de la NBL en 1945, con los que disputó una temporada en la que fue el máximo anotador del equipo, promediando 11,8 puntos por partido. Al año siguiente fichó por los Cleveland Rebels de la recién creada BAA, quienes a los dos meses de comenzada la temporada lo traspasaron junto con Dick Schulz y dinero a los Toronto Huskies, a cambio de Ed Sadowski y Ray Wertis. En el equipo canadiense acabó la temporada como segundo mejor anotador del mismo, sólo superado por Sadowski, promediando 13,3 puntos por partido.
Tras la desaparición de los Huskies, se produjo un draft de dispersión, siendo elegido por los Baltimore Bullets, donde tras trece partidos en los que únicamente promedió 3,5 puntos por partido,  fue despedido, fichando poco después por los Fort Wayne Pistons, quienes poco después lo traspasarían a Indianapolis Jets a cambio de Charlie Black. En los Jets volvió a mostrarse como un jugador decisivo, acabando la temporada como líder de anotación del equipo, con 15,9 puntos por partido, y también de asistencias, con 3,9.
Pero el equipo abandonó la liga ese año, y Mogus fue vendido a los Philadelphia Warriors, con los que jugó una buena primera temporada, promediando 8,8 puntos por partido, pero perdió protagonismo al año siguiente. En 1951 cambiaría de liga, fichando por los Elmira Colonels de la ABL, donde fue pieza clave en la consecución del campeonato, liderando al equipo en anotación cun un promedio de 16,6 puntos por partido.

#### Estadísticas en la BAA y la NBA

##### Temporada regular
| Temporada | Edad | Equipo                | Liga  | P   | TIT | MIN | TC  | TCA  | %TC  | 3P | 3PA | %3P | TL  | TLA | %TL  | R.OF. | R.DEF. | REB | ASIS | ROB | TAP | PER | FP  | PTS  |
| 1946-47   | 25   | TOTAL                 | BAA   | 58  |     |     | 4.5 | 15.2 | .295 |    |     |     | 4.1 | 5.6 | .723 |       |        |     | 1.4  |     |     |     | 3.0 | 13.0 |
| 1946-47   | 25   | Cleveland Rebels      | BAA   | 17  |     |     | 4.3 | 13.3 | .323 |    |     |     | 3.7 | 5.2 | .716 |       |        |     | 1.6  |     |     |     | 2.9 | 12.3 |
| 1946-47   | 25   | Toronto Huskies       | BAA   | 41  |     |     | 4.5 | 15.9 | .285 |    |     |     | 4.2 | 5.8 | .726 |       |        |     | 1.4  |     |     |     | 3.1 | 13.3 |
| 1948-49   | 27   | TOTAL                 | BAA   | 52  |     |     | 3.3 | 9.8  | .338 |    |     |     | 3.4 | 4.7 | .728 |       |        |     | 2.0  |     |     |     | 3.3 | 10.0 |
| 1948-49   | 27   | Baltimore Bullets     | BAA   | 13  |     |     | 0.8 | 3.8  | .200 |    |     |     | 1.9 | 2.8 | .694 |       |        |     | 0.2  |     |     |     | 2.2 | 3.5  |
| 1948-49   | 27   | Fort Wayne Pistons    | BAA   | 20  |     |     | 3.0 | 8.8  | .335 |    |     |     | 2.8 | 3.7 | .743 |       |        |     | 1.4  |     |     |     | 3.3 | 8.7  |
| 1948-49   | 27   | Indianapolis Jets     | BAA   | 19  |     |     | 5.4 | 14.9 | .364 |    |     |     | 5.1 | 7.0 | .729 |       |        |     | 3.9  |     |     |     | 3.9 | 15.9 |
| 1949-50   | 28   | Philadelphia Warriors | NBA   | 64  |     |     | 2.7 | 6.8  | .396 |    |     |     | 3.4 | 4.7 | .727 |       |        |     | 1.5  |     |     |     | 2.6 | 8.8  |
| 1950-51   | 29   | Philadelphia Warriors | NBA   | 57  |     |     | 0.8 | 2.1  | .352 |    |     |     | 0.9 | 1.5 | .616 |       |        | 1.8 | 0.6  |     |     |     | 1.1 | 2.4  |
| Total     |      |                       | TOTAL | 231 |     |     | 2.8 | 8.4  | .332 |    |     |     | 3.0 | 4.1 | .716 |       |        | 1.8 | 1.4  |     |     |     | 2.5 | 8.5  |
|           |      |                       | NBA   | 121 |     |     | 1.8 | 4.6  | .387 |    |     |     | 2.2 | 3.2 | .702 |       |        | 1.8 | 1.1  |     |     |     | 1.9 | 5.8  |
|           |      |                       | BAA   | 110 |     |     | 3.9 | 12.6 | .311 |    |     |     | 3.7 | 5.2 | .725 |       |        |     | 1.7  |     |     |     | 3.1 | 11.6 |

##### Playoffs
| Temporada | Edad | Equipo                | Liga | P | TIT | MIN | TC  | TCA | %TC  | 3P | 3PA | %3P | TL  | TLA | %TL  | R.OF. | R.DEF. | REB | ASIS | ROB | TAP | PER | FP  | PTS |
| 1949-50   | 28   | Philadelphia Warriors | NBA  | 2 |     |     | 1.5 | 9.0 | .167 |    |     |     | 2.0 | 3.5 | .571 |       |        |     | 3.5  |     |     |     | 5.0 | 5.0 |
| 1950-51   | 29   | Philadelphia Warriors | NBA  | 1 |     |     | 0.0 | 0.0 |      |    |     |     | 0.0 | 0.0 |      |       |        | 0.0 | 0.0  |     |     |     | 0.0 | 0.0 |
| Total     |      |                       | NBA  | 3 |     |     | 1.0 | 6.0 | .167 |    |     |     | 1.3 | 2.3 | .571 |       |        | 0.0 | 2.3  |     |     |     | 3.3 | 3.3 |